# James Dunn (théologien)
Pour les articles homonymes, voir Dunn et James Dunn.
James Douglas Grant Dunn, parfois nommé James D. G. Dunn, né le 21 octobre 1939 à Birmingham et mort le 26 juin 2020 à Chichester, est un bibliste britannique spécialisé dans l'étude du Nouveau Testament, professeur émérite de théologie à l'université de Durham et fellow de la British Academy.
Il est l'auteur de nombreux ouvrages d'exégèse biblique, notamment sur le corpus paulinien. Il a été le président de la Studiorum Novi Testamenti Societas en 2002. Consacré pasteur dans l'Église d'Écosse, James Dunn a aussi été prédicateur dans une église méthodiste.

## Biographie
Né le 21 octobre 1939 à Birmingham, James Dunn est titulaire des diplômes suivants :
- Licence d'économie et statistique de l'université de Glasgow (1961)[2],
- Licence de théologie à l'université de Glasgow (1964)[2],
- Doctorat en philosophie à l'université de Cambridge (1968)[2],
- Licence de théologie à l'université de Cambridge (1976)[2].

James Dunn a été consacré pasteur de l'Église d'Écosse en 1964. Il a été aumônier des étudiants étrangers à l'université d'Édimbourg de 1968 à 1970.
En 1970, il est devenu professeur de théologie à l'université de Nottingham, où il est promu au rang de reader (en) en 1979. Pendant son séjour à Nottingham, il a été prédicateur de l'église méthodiste locale.
Il est nommé professeur de théologie à l'université de Durham en 1982, et en 1990 il accède à la chaire Lightfoot de théologie de l'université de Durham,. Il a pris sa retraite en 2003, et a été remplacé en tant que Lightfoot Professor of Divinity par John M. G. Barclay.
En 2002, James Dunn a été nommé président du Studiorum Novi Testamenti Societas, un organisme international pour l'étude du Nouveau Testament. Seuls trois autres universitaires britanniques avaient été nommés à la présidence de cet organisme au cours des 25 années précédentes. En 2006, il est devenu membre de la British Academy.
James Dunn est particulièrement associé au projet « Nouvelle perspective sur Paul », avec N.T. Wright et E. P. Sanders. Il a repris le projet de Sanders de redéfinir le judaïsme palestinien afin de corriger la vision chrétienne du judaïsme en tant que religion légaliste axée sur les œuvres. À la différence de Sanders, Dunn perçoit une cohérence et une consistance fondamentales à la pensée de l'apôtre Paul. Il critique en outre la compréhension que Sanders a du terme « justification », faisant valoir que la compréhension de Sanders souffre d'une « exégèse individualisante ».

## Hommages
En 2005, un livre d'hommage consacrée à James Dunn a été publié, comprenant des articles de 27 spécialistes du Nouveau Testament et examinant les communautés du début du christianisme et leurs croyances concernant le Saint Esprit.
En 2009, un autre livre d'hommage a été dédié à James Dunn pour son 70e anniversaire, composé de deux avant-propos de Nicholas Thomas Wright et Richard B. Hays (en) et 17 articles écrits par certains de ses anciens étudiants investis dans des carrières pastorales ou universitaires dans plusieurs pays.

## Publications
- James D. G. Dunn, Baptism in the Holy Spirit, vol. 15, Londres, SCM Press, coll. « Studies in Biblical Theology Second Series », 1970
- James D. G. Dunn, Jesus and the Spirit, Londres, SCM Press, 1975
- James D. G. Dunn, The Evidence for Jesus, Philadelphie, PA, Westminster Press, 1985, 113 p. (ISBN 978-0-664-24698-3, lire en ligne)
- James D. G. Dunn, Christology in the making : a New Testament inquiry into the origins of the doctrine of the incarnation, Philadelphie, PA, Westminster Press, 1980, 443 p. (ISBN 0-664-24356-8)
- James D. G. Dunn, The Kingdom of God and North East England, Londres, SCM Press, 1986 (ISBN 0-334-00837-9)
- Romans 1-8, 9-16, Waco, TX, Word Books, 1988, 37 p. (ISBN 0-8499-0252-5)
- James D. G. Dunn, Jesus, Paul, and the law : studies in Mark and Galatians, Louisville, KY, Westminster, John Knox Press, 1990, 277 p. (ISBN 0-664-25095-5, lire en ligne)
- James D. G. Dunn, Unity and diversity in the New Testament : an inquiry into the character of earliest Christianity, Londres, SCM Press, 1990, 482 p. (ISBN 0-334-02436-6)
- James D. G. Dunn, The Partings of the Ways between Christianity and Judaism and their Significance for the Character of Christianity, Londres, SCM Press, 1991, 368 p. (ISBN 0-334-02508-7)
- James D. G. Dunn, The Epistle to Galatians, Peabody, Mass, Hendrickson Publishers, 1993, 375 p. (ISBN 1-56563-036-X)
- James D. G. Dunn et Alan M. Suggate, The justice of God : a fresh look at the old doctrine of justification by faith, Grand Rapids, MI, Eerdmans, 1994, 87 p. (ISBN 0-8028-0797-6)
- James D. G. Dunn, The Epistles to the Colossians and to Philemon : a commentary on the Greek text, Grand Rapids, MI, Eerdmans, 1996, 388 p. (ISBN 0-8028-2441-2, lire en ligne)
- James D. G. Dunn, The Theology of Paul the Apostle, Grand Rapids, MI, Eerdmans, 1998, 808 p. (ISBN 0-8028-3844-8)
- James D. G. Dunn, The Cambridge companion to St. Paul, Cambridge, R-U, Cambridge University Press, 2003, 301 p. (ISBN 0-521-78694-0, lire en ligne)
- James D. G. Dunn, Eerdmans Commentary on the Bible, Grand Rapids, MI, Eerdmans, 2003, 1629 p. (ISBN 0-8028-3711-5, lire en ligne)
- James D. G. Dunn, Christianity in the Making : Vol. 1, Jesus Remembered, Grand Rapids, MI, Eerdmans, 2003, 1019 p. (ISBN 0-8028-3931-2, lire en ligne)
- James D. G. Dunn, A New Perspective On Jesus : What The Quest For The Historical Jesus Missed, Grand Rapids, MI, Baker Academic, coll. « Acadia Studies in Bible and Theology », 2005, 136 p. (ISBN 0-8010-2710-1, lire en ligne)
- James D. G. Dunn, The New Perspective On Paul, Grand Rapids, MI, Eerdmans, 2007, 539 p. (ISBN 978-0-8028-4562-7 et 0-8028-4562-2, lire en ligne)
- James D. G. Dunn, Christianity in the Making : Vol. 2, Beginning from Jerusalem, Grand Rapids, MI, Eerdmans, 2008, 1347 p. (ISBN 978-0-8028-3932-9 et 0-8028-3932-0, lire en ligne)
- James D. G. Dunn, The Living Word (second edition), Minneapolis, MN, Fortress Press, 2009, 224 p. (ISBN 978-0-8006-6355-1)
- James D. G. Dunn, Did the first Christians worship Jesus? : The New Testament Evidence, Londres - Louisville, KY, Society for promoting Christian knowledge, 2010, 168 p. (ISBN 978-0-281-05928-7)
- James D. G. Dunn, Jesus, Paul, and the Gospels, Grand Rapids, MI, Eerdmans, 2011, 201 p. (ISBN 978-0-8028-6645-5, lire en ligne)
- James D. G. Dunn, The Oral Gospel Tradition, Grand Rapids, MI, Eerdmans, 2013, 390 p. (ISBN 978-0-8028-6782-7, lire en ligne)
- James D. G. Dunn, Christianity in the Making : Vol. 3, Neither Jew nor Greek : A Contested Identity, Grand Rapids, MI, Eerdmans, 2015 (ISBN 978-0-8028-3933-6, lire en ligne)